# Androscoggin County
Androscoggin County is een county in de Amerikaanse staat Maine.
De county heeft een landoppervlakte van 1.218 km² en telt 103.793 inwoners (volkstelling 2000). De hoofdplaats is Auburn.

## Foto's

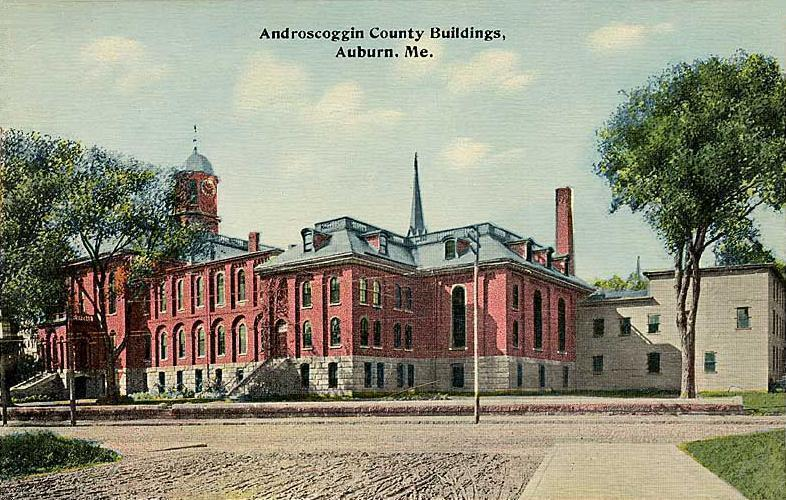
Huizen